# King Camp Gillette
Pour les articles homonymes, voir Gillette.
King Camp Gillette, né le 5 janvier 1855 à Fond du Lac et mort le 9 juillet 1932 à Los Angeles, est un ingénieur et homme d’affaires américain, fondateur de la Gillette Company.

## Biographie
Issu d’une famille dont les ancêtres paternels de Gillette étaient des huguenots français qui ont trouvé refuge en Angleterre en 1572, après la Saint-Barthélemy, une ou deux générations plus tard, Nathan Gillette a quitté l’Angleterre, en 1630, pour rejoindre la nouvelle colonie de la baie du Massachusetts en Amérique du Nord, et certains de ses descendants ont participé à l’expansion des États-Unis vers l’Ouest.
Né dans le Wisconsin, Gillette grandit à Chicago, où sa famille a survécu au grand incendie de Chicago du 8 au 10 octobre 1871, mais le commerce familial est anéanti. Sa famille déménage à New York.
Dans les années 1890, alors qu’il vend des bouteilles pour l’entreprise Crown Cork & Seal Company, la vue des capsules de bouteilles, munies d’un sceau de liège jetées par les consommateurs après ouverture de la bouteille, lui fait voir l’intérêt de fonder une entreprise de produits réutilisables et jetables après plusieurs usages.
À l’époque, on se rasait avec des rasoirs droits dont le fil exigeait d’être égalisé tous les jours sur un cuir à rasoir. Les lames de rasoir existantes étaient relativement chères et s’émoussaient rapidement malgré l’affutage continu qu’elles nécessitaient. Un rasoir dont seule la lame pouvait être jetée lorsqu’elle serait émoussée répondrait à un besoin réel et serait probablement rentable.
Il existait déjà, avant la conception de Gillette, plusieurs modèles de rasoirs de sureté mais ceux-ci, développés au milieu du XIXe siècle, utilisaient toujours une lame forgée. Dans les années 1870, les frères Kampfe avaient introduit un type de rasoir dans ce sens,. Gillette a amélioré ces conceptions antérieures de rasoir de sécurité en introduisant la lame de rasoir emboutie à partir d’une feuille d’acier au carbone, dont la marge de profit était élevée. Le rasoir de Gillette s’est vendu par millions, au prix non négligeable de 5 $, qui correspondait alors à la moitié du salaire hebdomadaire moyen d’un ouvrier.
La conception des lames a représenté la partie la plus difficile du développement, car l’acier fin et bon marché était difficile à travailler et à affuter, ce qui explique le délai entre l’idée initiale et l’introduction du produit. Steven Porter, un machiniste travaillant avec Gillette, a utilisé les dessins de Gillette pour créer le premier rasoir jetable fonctionnel. William Emery Nickerson, un machiniste expert et partenaire de Gillette, a changé le modèle d’origine, en améliorant la poignée et le cadre afin qu’il puisse mieux supporter la lame en acier mince. Nickerson, qui devait, par la suite entrer au conseil d’administration de Gillette a conçu les machines pour produire en série les lames, et il a reçu des brevets pour durcir et affuter les lames,,.
Pour vendre son produit, Gillette a fondé l’American Safety Razor Company, le 28 septembre 1901, avant de changer le nom en Gillette Safety Razor Company, en juillet 1902. Il a également déposé  son portrait ainsi que sa signature sur l’emballage du produit pour le protéger. Lorsque la production a commencé en 1903, il a vendu un total de 51 rasoirs et 168 lames. La deuxième année, il a vendu 90 884 rasoirs et 123 648 lames, en partie grâce à bas prix, aux techniques de fabrication automatisée et à la bonne publicité. Les ventes et la distribution étaient gérées par une société distincte, Townsend and Hunt, qui a été absorbée par la société mère pour 300 000 $ en 1906. En 1908, la société avait établi des installations de fabrication aux États-Unis, au Canada, en Grande-Bretagne, en France et en Allemagne. Les ventes de rasoirs ont atteint 450 000 unités et les ventes de lames ont dépassé 70 millions d’unités en 1915. En 1917, lorsque les États-Unis sont entrés dans la Première Guerre mondiale, la société a fourni à tous les soldats américains un ensemble de rasoirs de campagne, payé par le gouvernement.
Gillette a mis son veto à un projet de vente des droits de brevet en Europe, estimant à juste titre que l’Europe fournirait à terme un très grand marché. À la suite d’un affrontement avec John Joyce, un autre directeur, pour le contrôle de l’entreprise, Gillette a fini par vendre à celui-ci, mais son nom est resté sur la marque. Dans les années 1920, alors que le brevet expirait, la Gillette Safety Razor Company a mis l’accent sur la recherche pour concevoir des modèles toujours améliorés, réalisant que même une légère amélioration inciterait les hommes à l’adopter.

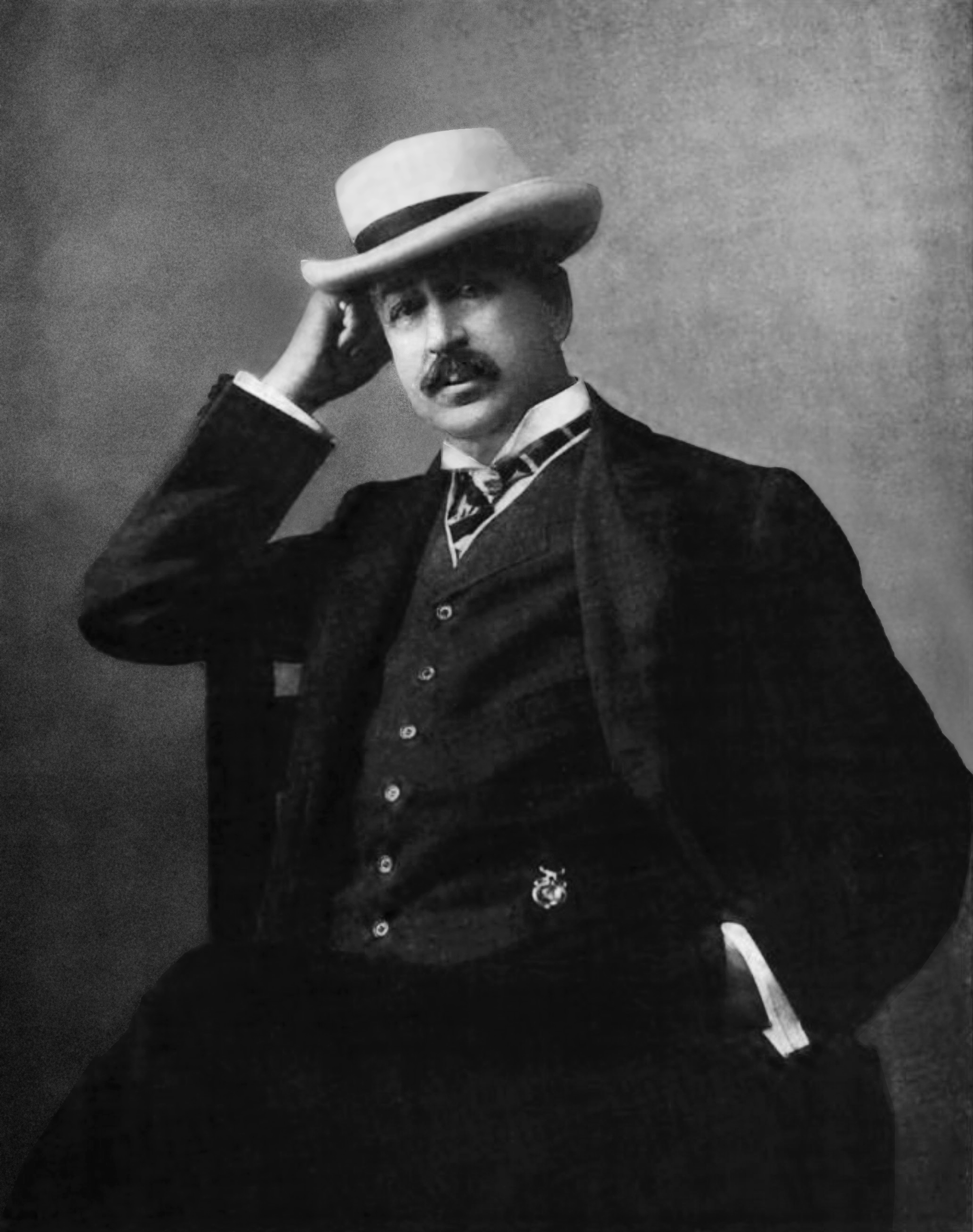
King C. Gillette en panama, vers 1908. On dit que c’est sa photo préférée.

Par la suite, il a beaucoup voyagé et sa photo sur les paquets de lames de rasoir l’a fait reconnaitre universellement. Les gens étaient surpris qu’il soit une vraie personne plutôt qu’une simple image de marketing.
Bien qu’il soit souvent cité comme inventeur du rasoir de sureté moderne, il est clair qu’il a eu des précédécesseurs. Il n’a fait qu’en inventer une version où le succès commercial a été au rendez-vous. Sa vraie innovation réside en effet dans sa lame mince en acier estampé, peu couteuse et jetable. Il est également souvent cité pour avoir inventé le soi-disant modèle commercial, où les rasoirs sont vendus à bas prix pour augmenter le marché des lames, mais en fait la Gillette Safety Razor Company n’a adopté ce modèle qu’après que ses concurrents l’ont fait.
À la fin des années 1920, Gillette était un habitué fréquent de Nellie Coffman, propriétaire du Desert Inn à Palm Springs, en Californie. On le voyait souvent errer dans le parc et le hall dans un vieux peignoir en lambeaux. Lorsqu’on a demandé à Coffman pourquoi elle permettait à ce pauvre type de trainer dans son établissement, elle a répondu : « Parce que c’est King C. Gillette. Il a pratiquement gardé cet endroit dans le noir ces dernières années. » Pourtant, il était presque en faillite parce qu’il avait dépensé de grosses sommes d’argent pour sa propriété et que ses actions avaient perdu une grande partie de leur valeur à la suite de la Grande Dépression.
À sa mort, il a été enterré dans le Grand Mausolée du Cimetière de Forest Lawn Memorial Park à Glendale, Californie.
De Alanta « Lantie » Ella Gaines (12 octobre 1868-28 aout 1951), épousée en 1890, il a eu un enfant, King Gaines Gillette (18 novembre 1891-18 juin 1955).

## Politique
Gillette était un adepte du socialisme utopique. Il a publié un livre intitulé The Human Drift (en) (1894) préconisant la reprise de toute l’industrie américaine par une seule société publique nommée the United Company et que tout le monde aux États-Unis devrait vivre dans une ville géante appelée Metropolis alimentée par les chutes du Niagara. En 1910, il a publié World Corporation, prospectus pour une société créée pour créer cette vision. il a offert la présidence de la société, avec une rémunération d’un million de dollars à Théodore Roosevelt, qui a décliné son offre. Le dernier ouvrage de Gillette, The People’s Corporation (1924), co-écrit avec Upton Sinclair, a inspiré plus tard le sénateur Glen Hearst Taylor (en).
Gillette a été initié au rite d'York de la franc-maçonnerie,,, et initié au 3e degré in Adelphi Lodge à Quincy en juin 1901, jusqu’à son élévation au plus haut degré de Grand Maitre.

## Publications
- (en) The Human Drift, 1894.
- (en) World corporation, 1910 (lire en ligne).
- (en) The People’s Corporation (avec Upton Sinclair), 1924.